# Ropucha japońska
Ropucha japońska (Bufo japonicus) – gatunek płaza z rodziny ropuchowatych (Bufonidae). Jest gatunkiem endemicznym; występuje tylko w Japonii.
Zamieszkuje lasy, zarośla, bagna, źródła, grunty rolne, ogrody, stawy w strefie klimatu umiarkowanego chłodnego.
W Czerwonej księdze gatunków zagrożonych Międzynarodowej Unii Ochrony Przyrody (IUCN) ropucha japońska jest sklasyfikowana jako gatunek najmniejszej troski (LC – Least Concern). Głównym zagrożeniem dla gatunku jest postępujące niszczenie środowiska naturalnego.